# 群馬リレーカーニバル
群馬リレーカーニバル（ぐんまリレーカーニバル）は前橋市の敷島公園陸上競技場で開催される陸上競技大会である。
実施競技はリレー競技だけでなく、グランプリが開催される。
2003年から2005年までは日本陸上競技選手権リレー競技大会と併催されていた。また、かつては「日本グランプリシリーズ」の最終戦として毎年10月中旬に行われていた。

## 主催
- 群馬陸上競技協会

## 後援
- 日本陸上競技連盟
- 県教育委員会、体育協会
- 前橋市、市教育委員会、市体育協会